# 安迪·葛洛夫
安德魯·史蒂芬·葛洛夫（英語：Andrew Stephen Grove，1936年9月2日—2016年3月21日），原名葛洛夫·安德拉什·伊什特萬（匈牙利語：Gróf András István），暱稱安迪·葛洛夫（Andy Grove），又译安迪·格罗夫或安德鲁·格罗夫，生於匈牙利布達佩斯，美國企業家。他參與英特爾公司（Intel）的創建，是英特爾第三名員工及首位營運長，於1987年至1998年擔任英特爾執行長，主導了英特爾在1980年代至1990年代間的成功發展。

## 早年生活
葛洛夫生於匈牙利的中產階級猶太人家庭。在4歲時罹患猩紅熱，這場嚴重的病使他的聽力部份受損。第二次世界大戰期間，葛洛夫的父親被徵召進入匈牙利軍隊，在蘇聯前線作戰失蹤。在納粹德國佔領匈牙利後，有50萬名猶太人被送進集中營。葛洛夫的媽媽帶著葛洛夫，在朋友的掩護下，用假名及假證件躲過了送進集中營的命運。第二次世界大戰結束後，葛洛夫的父親生還回到匈牙利，隨即被指控為具資產階級傾向，被送去勞動改造。葛洛夫的母親被一名俄軍士兵強暴，但是當憲兵要她指認時，因為強暴犯的同夥事前以殺全家威脅她，她假裝沒認出他。
在匈牙利1956年革命中，安迪·葛洛夫離開自己的家人，穿過邊界，到達奧地利。1957年，抵達美國紐約。在美國，他把自己的名字盎格魯化，改為，但講話時仍保持濃厚匈牙利口音。他在這邊遇見了同樣身為難民的Eva Kastan，兩人在1958年結婚，婚後生下兩個女兒。
雖然在抵達美國時並沒有多少錢，安迪·葛洛夫靠著打工及家族親戚的接濟過日，但仍然積極地學習。1960年，在紐約市立學院取得化學工程學士。1963年，於加州大學柏克萊分校取得博士。

## 职业生涯
1963年取得博士學位後，安迪·葛洛夫進入快捷半導體（又称仙童半导体）工作。在此，他參與積體電路的早期研發。1967年，出版教科書《Physics and Technology of Semiconductor Devices》。
1968年，安迪·葛洛夫跟隨羅伯特·諾伊斯與高登·摩爾，離開快捷半導體，參與英特爾的創建，成為英特爾的第三名員工。葛洛夫最早在英特爾內擔任工程部經理。1970年代，英特爾以DRAM與SRAM為主要產品，在日本廠商開始傾銷到世界後之後，DRAM利潤快速下滑。1976年，葛洛夫決定中斷發展DRAM方面的產品，改而發展積體電路方面的應用。他主導英特爾的技術轉型，與IBM合作，共同進入個人電腦市場。英特爾在創立第一年的營收為2,672美元。在30年之後，於1997年，英特爾營收成長至208億美元；在當年度，葛洛夫被《時代雜誌》選為時代年度風雲人物。
1979年，安迪·葛洛夫成為英特爾總裁；1987年成為執行長，在1997年成為董事長兼任執行長。1998年5月，因為被診斷罹患攝護腺癌，葛洛夫辭去執行長一職，但仍擔任董事長。2000年，被診斷出罹患帕金森氏症，此后他向相关基金捐款以冀有利于此病治疗。2004年，卸任英特爾董事長。

## 慈善事业
2005年，安迪·葛洛夫向母校紐約市立學院捐赠2千6百万美金。他还协助扩建了加州大学旧金山分校的校区。

## 逝世情况
2016年3月21日，安迪·葛洛夫逝世，享年79歲。他的死因未向公众公开。

## 人物著作
- 《人人都是管理者：管理你的上司、同事、部屬和你自己》(ONE-ON-ONE with ANDY GROVE)洪魁東、鍾日美譯，1988年出版。
- 《葛洛夫給經理人的第一課》(high Output Management)，1995年出版。
- 《十倍速時代》(Only the Paranoid Survive)，1996年出版。
- 《橫渡生命湖》(Swimming Across)，2001年出版。
- 《活著就是贏家：英特爾創辦人葛洛夫傳》(葛洛夫口述，理查·泰德羅著)，2007年出版